# Passa Dez
Passa Dez é um distrito do município brasileiro de Bom Jesus do Galho, no interior do estado de Minas Gerais. Segundo o censo demográfico de 2022, realizado pelo Instituto Brasileiro de Geografia e Estatística (IBGE), sua população era de 715 habitantes e havia 287 domicílios particulares permanentes ocupados. Possui área de 86,65 km² conforme a Fundação João Pinheiro (FJP). Foi criado pela lei estadual nº 336 de 27 de dezembro de 1948.
De acordo com o IBGE, em 2010 a população era de 1 145 habitantes e havia 520 domicílios particulares.